# 荒井祐介
荒井 祐介（あらい ゆうすけ、1974年 - ）は、日本の政治学者。日本大学法学部政治経済学科准教授。専門は政治制度論。神奈川県生まれ。

## 経歴
2000年、東海大学大学院政治学研究科博士課程在籍中に『民主主義の国際比較』（一藝社）の翻訳に参加。
2011年より東京工業大学特任助教。2018年より日本大学法学部准教授。